# Коротичанська волость
Коротичанська волость — адміністративно-територіальна одиниця Харківського повіту Харківської губернії з центром у селі Коротич.
Станом на 1885 рік — складалася з 5 поселень, 6 сільських громад. Населення — 3970 осіб (2069 чоловічої статі та 1901 — жіночої), 705 дворових господарств.
|                     | Площа, десятин | У тому числі орної, дес. |
| ------------------- | -------------- | ------------------------ |
| Сільських громад    | 2209           | 1556                     |
| Приватної власності | 9408           | 2677                     |
| Іншої власності     | 34             | 33                       |
| Загалом             | 11651          | 4266                     |

Основні поселення волості станом на 1885:
- Коротич — колишнє власницьке село за 15 верст від повітового міста, 1111 осіб, 218 дворів, православна церква, 2 лавки. За 5 верст — винокурний завод з паровим млином, солодовенний завод. За 11 верст — винокурний завод з паровим млином.
- Березівка — колишнє власницьке село при річці Березовій, 938 осіб, 165 дворів, православна церква, школа, винокурний завод, паровий млин.
- Буди — колишнє власницьке село при річці Мерефа, 819 осіб, 160 дворів, залізнична станція, 2 лавки, цегельний і винокурний заводи.
- Гиївка — колишнє власницьке село при річці Мерефа, 730 осіб, 136 дворів, православна церква, школа, постоялий будинок, лавка.